# Teodoro González de Zárate
Teodoro González de Zárate (Vitoria, 9 de noviembre de 1881-31 de marzo de 1937) fue un político español que llegó a ser alcalde de Vitoria y fue ejecutado por las tropas franquistas durante la Guerra Civil.
Teodoro González de Zárate formó parte del Partido Republicano Autónomo Alavés (PRA), de Acción Republicana y, finalmente, de Izquierda Republicana. En las elecciones municipales de 1931 que dieron lugar a la proclamación de la República, fue elegido concejal pero, tras anularse los comicios en Vitoria, volvió a presentarse con la conjunción republicano-socialista para las elecciones parciales de mayo, donde de nuevo fue elegido junto a otros dieciocho miembros de la candidatura. Después fue elegido alcalde, cargo que ocupó hasta 1934 en que fue destituido por el gobierno cedista por los sucesos revolucionarios de octubre. Repuesto en su cargo en 1936 con la victoria del Frente Popular en las elecciones generales, se mantuvo leal al gobierno de la República al producirse el golpe de Estado que dio lugar a la Guerra Civil.
Detenido tras la ocupación de la ciudad por las tropas sublevadas, fue sacado de la cárcel provincial de Álava, trasladado en camión, confesado "en medio de un estupor de agonía" y ejecutado por un grupo de falangistas provenientes de San Sebastián junto a otros quince detenidos en el puerto de Azáceta, a la vera de la carretera que conduce de Vitoria a Estella. Las ejecuciones fueron ordenadas personalmente por el general Emilio Mola. Dentro de los fusilamientos en el País Vasco durante la guerra, es considerado el que más impacto produjo en la población.